# Тајрик Џоунс
Тајрик Џоунс (енгл. Tyrique Jones, Хартфорд, 3. мај 1997) амерички је кошаркаш. Игра на позицији центра, а тренутно наступа за Партизан.

## Каријера
Након што није одабран на НБА драфту 2020. године, Џоунс је професионалну каријеру почео у екипи Вонџуа из Јужне Кореје. Последњег дана 2020. године прешао је у израелски Хапоел из Тел Авива до краја 2020/21. сезоне. У сезони 2021/22. носио је дрес Пезара у италијанској Серији А. Наредну такмичарску годину провео је у Турк Телекому. Добио је награду за најкориснијег играча турске Суперлиге у сезони 2022/23. Исте сезоне уврштен је и у другу поставу идеалног тима Еврокупа. Добре партије у Турк Телекому обезбедиле су му трансфер у турског евролигаша Анадолу Ефес. Након сезоне у Ефесу, Џоунс је прешао у београдски Партизан.

## Успеси

### Клупски
- Партизан:
  - Јадранска лига (1): 2024/25.

### Појединачни
- Идеални тим Еврокупа — друга постава (1): 2022/23.
- Најкориснији играч Суперлиге Турске (1): 2022/23.